# أوكتافيو فاسكيز
أوكتافيو فاسكيز (بالإنجليزية: Octavio Vazquez)‏ (بالإسبانية: Octavio Vázquez)‏ هو ملحن إسباني وأمريكي، ولد في 10 سبتمبر 1972 في سانتياغو دي كومبوستيلا في إسبانيا.

## وصلات خارجية
- أوكتافيو فاسكيز على موقع ميوزك برينز (الإنجليزية)